# Mordellistena microscopica
Mordellistena microscopica es una especie de coleóptero de la familia Mordellidae.

## Distribución geográfica
Habita en el territorio que antes se llamaba Yugoslavia.